# Save Me (chanson de Queen)
Pour les articles homonymes, voir Save Me.
Singles de Queen
Crazy Little Thing Called Love
(1979) Play the Game
(1980)
Save Me est une chanson du groupe de rock britannique Queen, sortie en single en 1980. Écrite par Brian May, elle conclut l'album The Game dont elle est le 2e extrait.

## Autour de la chanson
Cette ballade rock écrite par Brian May, qui y joue du piano, du clavier et de la guitare (électrique et acoustique à douze cordes), parle d'un de ses amis et sa relation sentimentale qui vient de s'achever. Dans sa version interprétée en concert, la chanson comporte en plus une introduction au piano.

## Clip
Le clip de la chanson, réalisé par Keith McMillan, a été tourné au Rainbow Theatre en décembre 1979 et une semaine plus tard au Alexandra Palace Theatre à Londres, juste avant Noël.
La vidéo comprend une grande première pour Queen, et pour les clips en général : le mélange de séquences en concerts et de scènes animées, éléments qu'ils reprendront six ans plus tard pour celui de A Kind of Magic. Les parties animées ont été storyboardées par Brian May lui-même, tout comme le concept de la vidéo, tel qu'il le déclare en commentaire du DVD Greatest Video Hits 1. Brian s'est assuré que l'animation colle parfaitement au thème de la chanson en travaillant étroitement avec le réalisateur afin de restituer au mieux l'interaction entre Freddie Mercury et les éléments animés, une idée qui sera maintes fois copiée par la suite.

## Classements
| Classement (1980)                          | Meilleure place |
| ------------------------------------------ | --------------- |
| Pays-Bas (Single Top 100)                  | 6               |
| Norvège (VG-lista)                         | 7               |
| Irlande (Irish Recorded Music Association) | 8               |
| Royaume-Uni (UK Singles Chart)             | 11              |
| France (IFOP)                              | 42              |
| Belgique (Flandre Ultratop 50 Singles)     | 13              |
| Allemagne (GfK Entertainment)              | 42              |

## Postérité

### Reprise
Kerry Ellis inclut sa version de la chanson sur son premier album Anthems, produit par Brian May et sorti en 2010. Elle l'interprète également, à la fois sur la tournée Anthems: The Tour et lors de divers événements avec Brian May.

### Dans la culture populaire
La chanson dans l'épisode 18 de la deuxième saison (2013) de la série télévisée américaine New Girl.

## Crédits
- Freddie Mercury : chant principal et chœurs
- Brian May : guitare électrique et guitare acoustique, piano, synthétiseurs et chœurs
- Roger Taylor : batterie et chœurs
- John Deacon : guitare basse